# Genossenschaft Migros Ostschweiz
Die Genossenschaft Migros Ostschweiz (GMOS) ist eine von zehn Genossenschaften der Migros. Sie hat ihren Sitz in Gossau und ist ein rechtlich eigenständiges Unternehmen innerhalb des Migros-Genossenschafts-Bundes (MGB). Die Migros Ostschweiz entstand 1998 durch die Fusion der Genossenschaft Migros St. Gallen und der Genossenschaft Migros Schaffhausen/Winterthur. Gemessen am Umsatz ist sie die drittgrösste aller Migros-Genossenschaften.

## Organisation und Kennzahlen
Das Einzugsgebiet der Genossenschaft Migros Ostschweiz umfasst die Kantone Appenzell Ausserrhoden, Appenzell Innerrhoden, Graubünden (ohne Region Moesa), Schaffhausen, St. Gallen (ohne Region See-Gaster) und Thurgau, die Bezirke Andelfingen, Hinwil und Winterthur im Kanton Zürich sowie das Fürstentum Liechtenstein. Am Genossenschaftskapital des MGB hält sie einen Anteil von 11,4 %.
Im Jahr 2023 zählte die Migros Ostschweiz über 428'000 Genossenschafter, die durch einen alle vier Jahre neu gewählten Genossenschaftsrat mit 58 Mitgliedern vertreten werden. 14 der Ratsmitglieder sind gleichzeitig Delegierte an die Delegiertenversammlung des MGB. 2019 erwirtschafteten 6'308 Mitarbeiter einen Umsatz von 2,39 Milliarden Franken. 2021 lag der Umsatz bei 2,46 Mrd. Franken. Der Hauptsitz der Genossenschaft ist die Verteilzentrale in Gossau, welche über einen eigenen Bahnanschluss verfügt. Die Belieferung der Verteilzentrale erfolgt unter anderem durch den Migros Verteilbetrieb.
Per 1. Juli 2023 wurde Martin Lutz, bisheriger Leiter der Direktion Finanzen/Services, von der Verwaltung der Migros Ostschweiz zum Geschäftsleiter gewählt. Lutz wurde somit zum Nachfolger von Peter Diethelm, welcher indes zum CEO der neuen Migros Supermarkt AG gewählt wurde. Nicolò Paganini wurde zum Präsidenten der Verwaltung.

## Geschäftstätigkeit

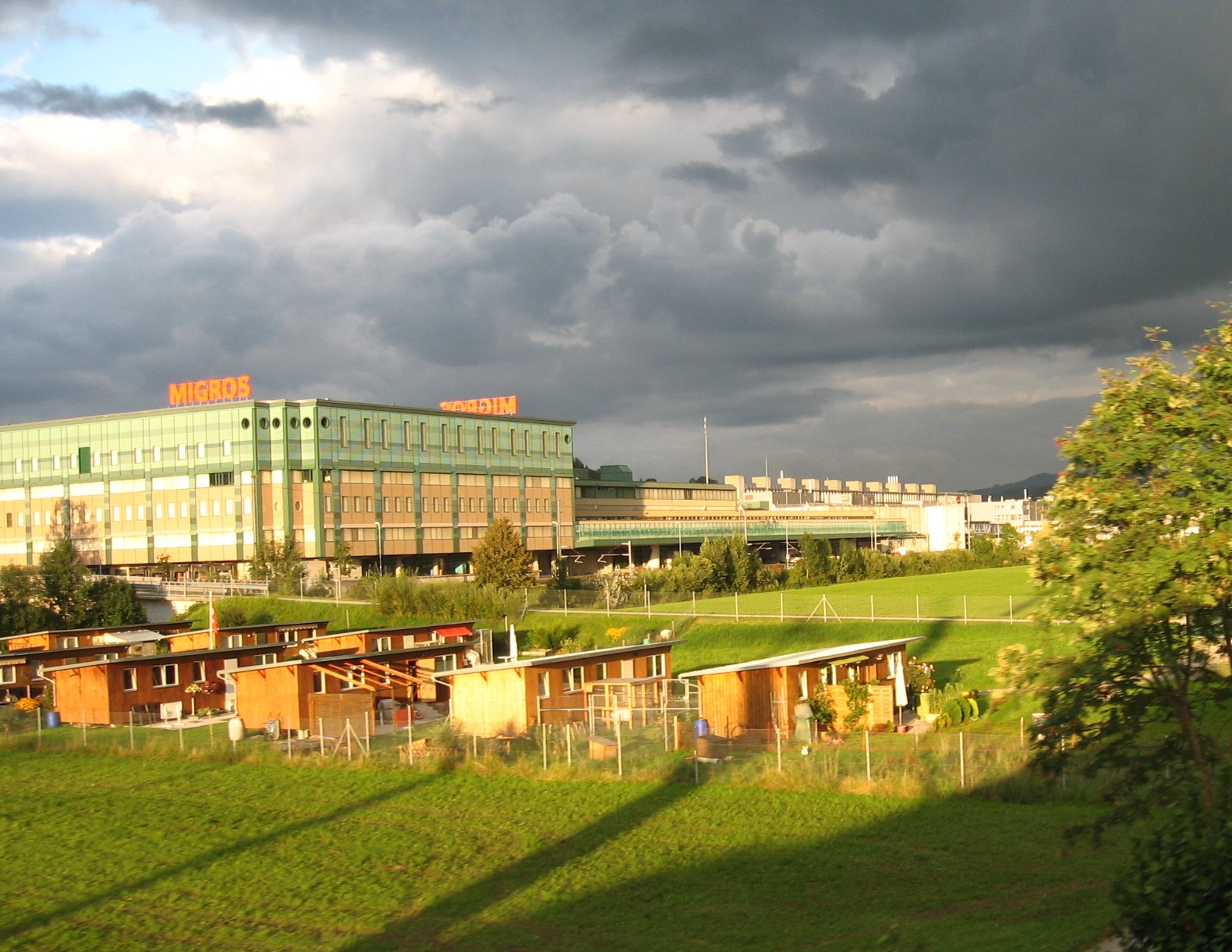
Verteilzentrum Gossau (2007)

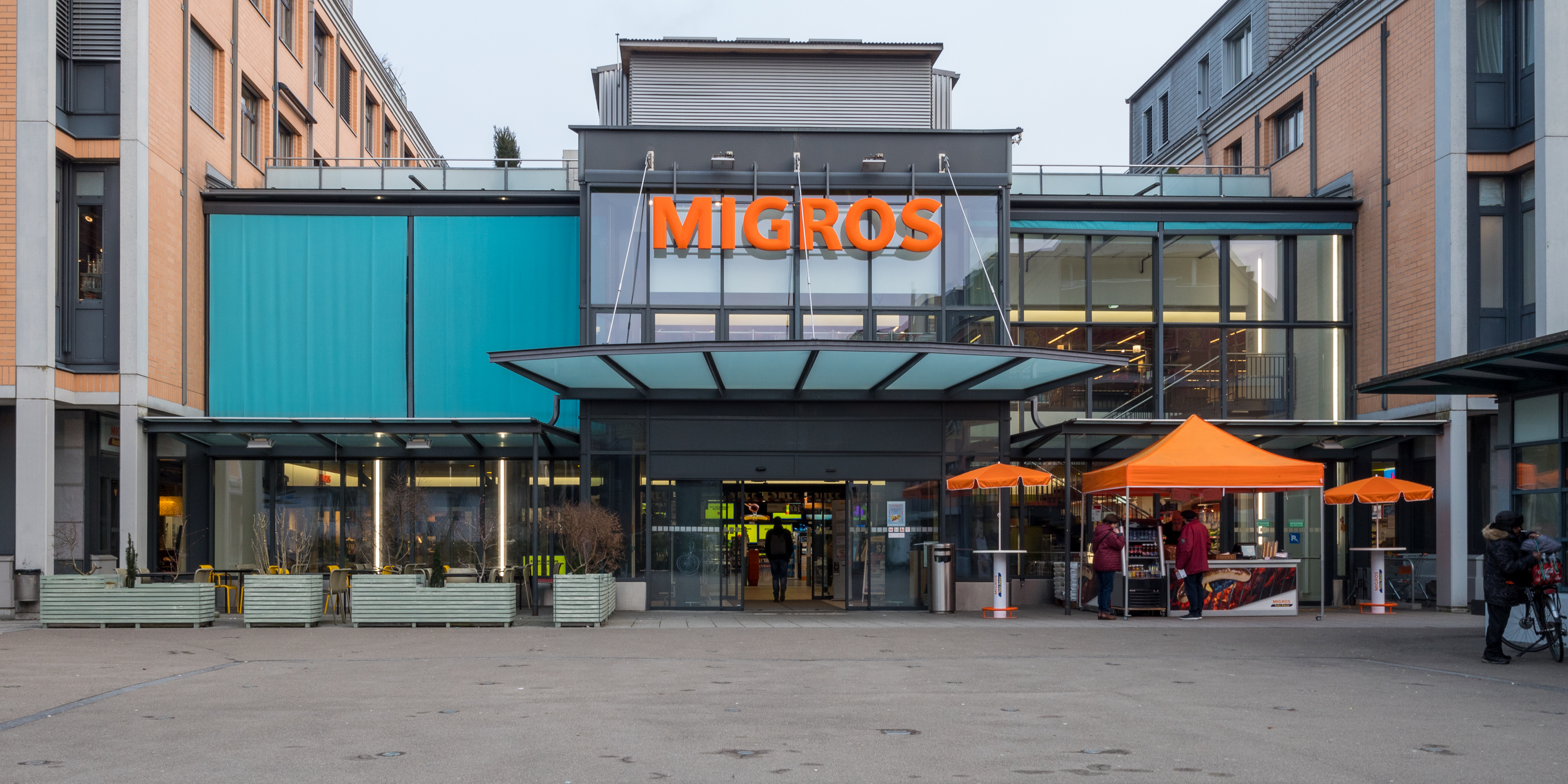
Migros-Markt im Zentrum von Weinfelden

Zur Genossenschaft Migros Ostschweiz gehören ca.:
- 118 Supermärkte, 9 Einkaufszentren, 5 Migros teo, 5 Outlet Migros
- 7 Migros-Partnerläden
- 70 Gastronomiebetriebe (32 Migros-Restaurants, 17 Take Away, 17 Gemeinschaftsgastronomie)
- Catering-Service
- Freizeitzentrum Säntispark in Abtwil

## Geschichte

### Migros St. Gallen
Die Migros AG eröffnete am 20. Dezember 1929 am Burggraben in St. Gallen ihren ersten Laden in der Ostschweiz. Da sich die Bearbeitung des im Herbst eingereichten Gesuchs für den ambulanten Handel hinzog, fuhren die Verkaufswagen am 8. Januar 1930 ohne Bewilligung aus, worauf sie von der Polizei angehalten und beschlagnahmt wurden. Am 13. Januar erfolgte der Eintrag der Zweigniederlassung St. Gallen ins kantonale Handelsregister. Währenddessen verhandelte Migros-Gründer Gottlieb Duttweiler mit der Kantons- und Stadtregierung, sodass die Wagen vom 18. Januar mit Bewilligung verkehren durften. Der Regierungsrat des Kantons St. Gallen setzte die Wagengebühr auf vierteljährlich 240 Franken fest, was bei den ortsansässigen Lebensmittelhändlern und ihren politischen Verbündeten für Empörung sorgte. Ein Jahr später bedienten die Verkaufswagen trotz starken Widerstands nicht nur die Stadt und ihre Umgebung, sondern auch das Rheintal, das Fürstenland und das Toggenburg.
Im November 1931 forderte der katholisch-konservative Grossrat und Nationalrat Paul Müller mit einer Motion eine Revision des Hausierergesetzes im Sinne der «Erschwerung des Warenverkaufes im Herumfahren». Im Januar 1933 formulierte der Vorstand der FDP eine eigene und etwas neutralere Motion, die aber ebenfalls gegen die Migros gerichtet war. Dem gegenüber sprach sich eine von Tausenden unterschriebene Petition für die Migros aus, da sie eine Preisreduktion von bis zu 30 Prozent bewirkt hatte.
Der Regierungsrat wiederum versuchte einen Ausgleich zwischen beiden Lagern zu finden, doch die Migros-Gegner setzten zwei Erhöhungen der Wagengebühren auf 1800 und schliesslich auf 2500 Franken pro Jahr durch. Im Mai 1935 beschloss der Grosse Rat eine erneute Gesetzesverschärfung mit Gebühren von bis zu 1000 Franken monatlich. Bis Ende Juni sammelte die Migros über 9200 Unterschriften und brachte damit erfolgreich ein Referendum zustande. In der Volksabstimmung vom 26. Juli 1935 setzte sie sich mit 28'235 zu 22'289 Stimmen durch und die Gebührensätze blieben unverändert.
Besonders gross war der Widerstand im Kanton Thurgau. 1930 verweigerte der Regierungsrat die Bewilligung für den Wagenverkauf. Zwei Jahre später eröffnete die Migros eine Filiale in Frauenfeld und nahm erneut Verhandlungen mit den Behörden auf. Daraufhin genehmigte der Regierungsrat drei Verkaufswagen mit einer Jahresgebühr von 2044 Franken. Die Wagen fuhren erstmals am 1. April 1932 aus. Ende Dezember 1932 unterstützten 15 Mitglieder des Grossen Rates die von Gewerbevertretern geforderte Erhöhung der Jahresgebühr und machten dabei das «Schutzbedürfnis mittelständischer Erwerbsgruppen» geltend.
Unter dem Einfluss des Gewerbes, der Frontisten und der Mittelstandsbewegung Neue Schweiz beschloss das Kantonsparlament im März 1933 und im April 1934 massive Erhöhungen, sodass die Migros 5500 Franken pro Wagen und Jahr bezahlen musste. Eine im Januar 1935 eingebrachte Gesetzesvorlage sah schliesslich Jahresgebühren von 48'000 Franken vor. Nach einer Intervention der Migros-Lieferanten senkte der Grosse Rat in der zweiten Lesung den Höchstsatz auf 10'000 Franken. Die Migros und ihre Sympathisanten brachten ein Referendum zustande, worauf das Volk am 10. Mai 1936 die Verschärfung des Gesetzes mit 14'736 zu 8569 Stimmen deutlich ablehnte.
Im Kanton Appenzell Ausserrhoden forderten gewerbliche Kreise und ihre Vertreter im Kantonsrat eine jährliche Wagengebühr von bis zu 36'000 Franken, da die Migros «das einheimische steuerzahlende Gewerbe schwer zu schädigen imstande ist». Die regierungsrätliche Gesetzesvorlage war weitaus weniger prohibitiv und begnügte sich mit 500 Franken monatlich. Die Landsgemeinde stimmte 1932 der Vorlage zu; angesichts des knappen Ergebnisses legte der Regierungsrat die monatliche Gebühr auf 300 Franken fest – ein Zehntel der ursprünglichen Forderung des Gewerbes.
Nachdem die politischen Kämpfe überstanden waren, übernahm die St. Galler Zweigniederlassung die bisher von Zürich aus betreuten Filialen in der Ostschweiz, unter anderem in Appenzell, Buchs, Chur und Herisau. Am 2. Mai 1941 wurde sie in die Genossenschaft Migros St. Gallen umgewandelt. Von Jahr zu Jahr stiegen die Umsätze und die Zahl der Filialen. Mit dem Pizolpark in Mels eröffnete die Migros St. Gallen am 19. November 1970 das erste Einkaufszentrum der Migros-Gruppe.
Als der Migros-Genossenschafts-Bund (MGB) 1993 die Expansion ins Ausland vorantrieb und eine Kooperation mit Konsum Österreich einging, übernahm die Migros St. Gallen die Betreuung von 35 Familia-Filialen in Vorarlberg und im Westen Tirols. Das Engagement in Österreich endete jedoch nur zwei Jahre später in einem finanziellen Debakel für den MGB. Die Migros St. Gallen verkaufte deshalb ihre Anteile an den Familia-Läden per 1. Oktober 1996 an die Spar-Gruppe.

### Migros Winterthur/Schaffhausen

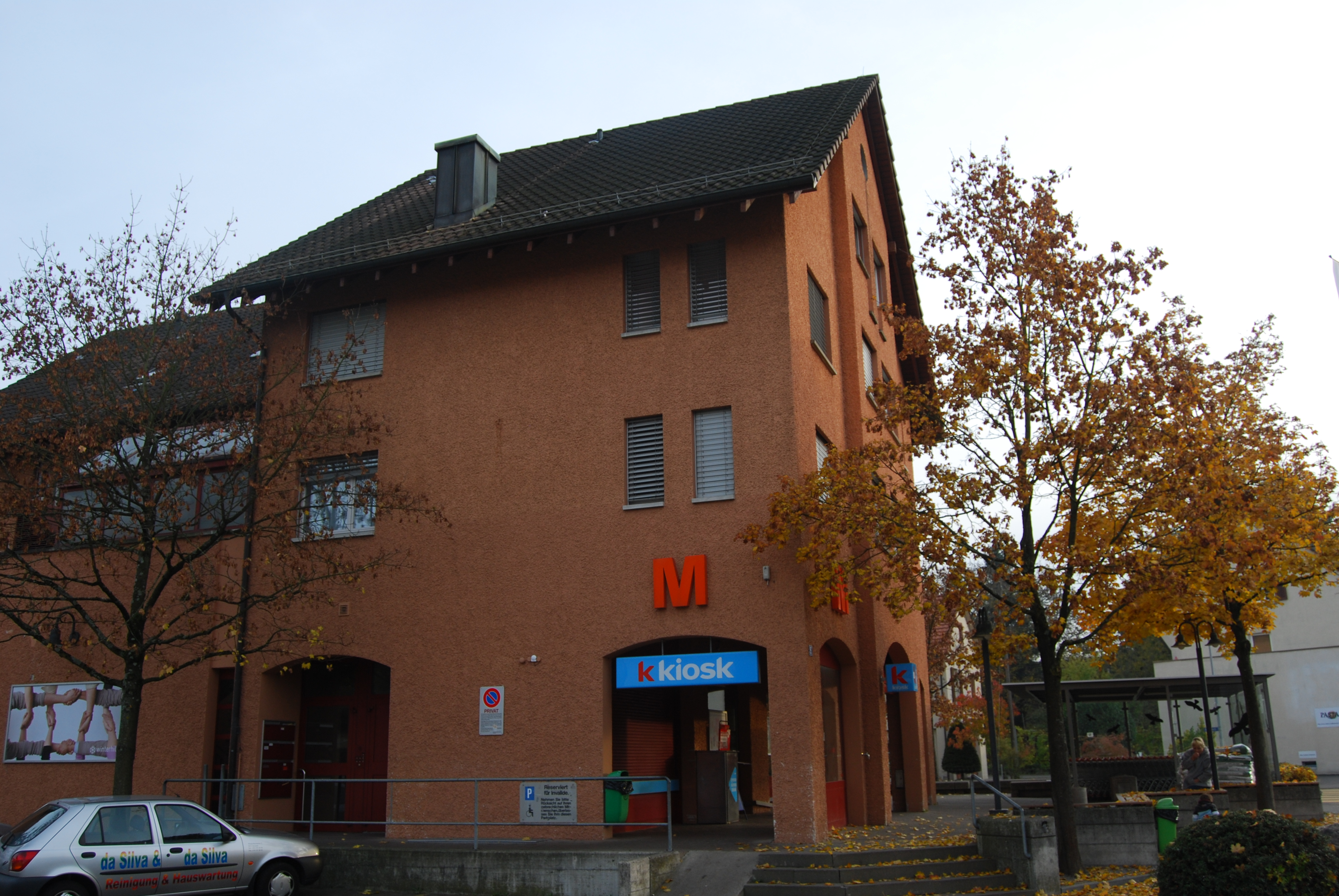
Migros-Filiale in Seuzach (2009)

Im Kanton Schaffhausen fuhren Verkaufswagen erstmals am 30. Januar 1933 aus, worauf der Regierungsrat am 10. Mai eine Monatsgebühr von 250 Franken festlegte. Der Kantonsrat beschloss im November 1933 oppositionslos ein neues Hausierergesetz mit einer Höchstgebühr von 800 Franken im Monat. Das Volk nahm die Vorlage am 6. Mai 1934 mit 5704 zu 4585 Stimmen an. Daraufhin bestimmte der Regierungsrat eine Monatsgebühr von 500 Franken, was die Migros akzeptierte. Am 10. Februar 1941 erfolgte die Gründung der Genossenschaft Migros Schaffhausen, deren Läden und Verkaufswagen wie bisher betrieblich und organisatorisch von Zürich aus betreut wurden.
Während des rasanten Wachstumsphase der 1950er Jahre stiess die Genossenschaft Migros Zürich an die Grenzen ihrer Leistungsfähigkeit. Aus diesem Grund beschlossen die Genossenschafter im Jahr 1957 mit 34'916 zu 2'033 Stimmen, ihr Einzugsgebiet aufzuteilen. Die neue Genossenschaft Migros Winterthur sollte die Läden und Verkaufswagen im östlichen Teil des Kantons Zürich rund um Winterthur sowie im westlichen Thurgau übernehmen. Sie wurde am 12. Juni 1958 gegründet und am 4. Oktober in den MGB aufgenommen.
Das am 23. April 1958 eröffnete Verteilzentrum im Winterthurer Stadtteil Grüze ermöglichte auch die Belieferung der Schaffhauser Filialen. Da sich die betriebliche Zusammenarbeit bewährte, drängte sich ein organisatorisches Zusammengehen auf. Nachdem die Genossenschafter diesen Schritt mit 20'071 zu 378 Stimmen befürwortet hatten, fusionierten die beiden Organisationen am 1. Januar 1967 zur Genossenschaft Migros Winterthur/Schaffhausen.

### Fusion zu Migros Ostschweiz
Durch die zahlreicher werdenden Synergien kam es im Laufe der Jahre zwischen den Genossenschaften Winterthur/Schaffhausen und St. Gallen zu einer immer enger werdenden Zusammenarbeit. Bei der Urabstimmung des Jahres 1998 beschlossen die Genossenschafter rückwirkend auf den 1. Januar die Fusion zur Genossenschaft Migros Ostschweiz, die damit zur drittgrössten innerhalb des MGB aufstieg. Bei der Migros Winterthur/Schaffhausen betrug die Zustimmung 86,9 %, bei der Migros St. Gallen 91,1 %. Von 2001 bis 2014 war Christian Biland Geschäftsleiter der Migros Ostschweiz.
Bereits 1937 hatte die Migros beabsichtigt, in Vaduz eine Filiale zu eröffnen, worauf das Fürstentum Liechtenstein zum Schutze des einheimischen Gewerbes ein Warenhausverbot nach dem Vorbild des Schweizer Filialverbots einführte. Die Massnahme verfehlte ihre Wirkung, da die Liechtensteiner Bevölkerung zunehmend über die Grenze einkaufen ging; das Verbot galt bis 1969.
Im Juni 2013 eröffnete die Migros Ostschweiz einen Supermarkt in Schaan, später kamen zwei Partnerläden in Balzers und Ruggell hinzu. In Planung ist ein weiterer Supermarkt in Eschen.
2003 wurde das von der Genossenschaft Migros Luzern entwickelte Herkunftslabel „Aus der Region. Für die Region.“ übernommen.

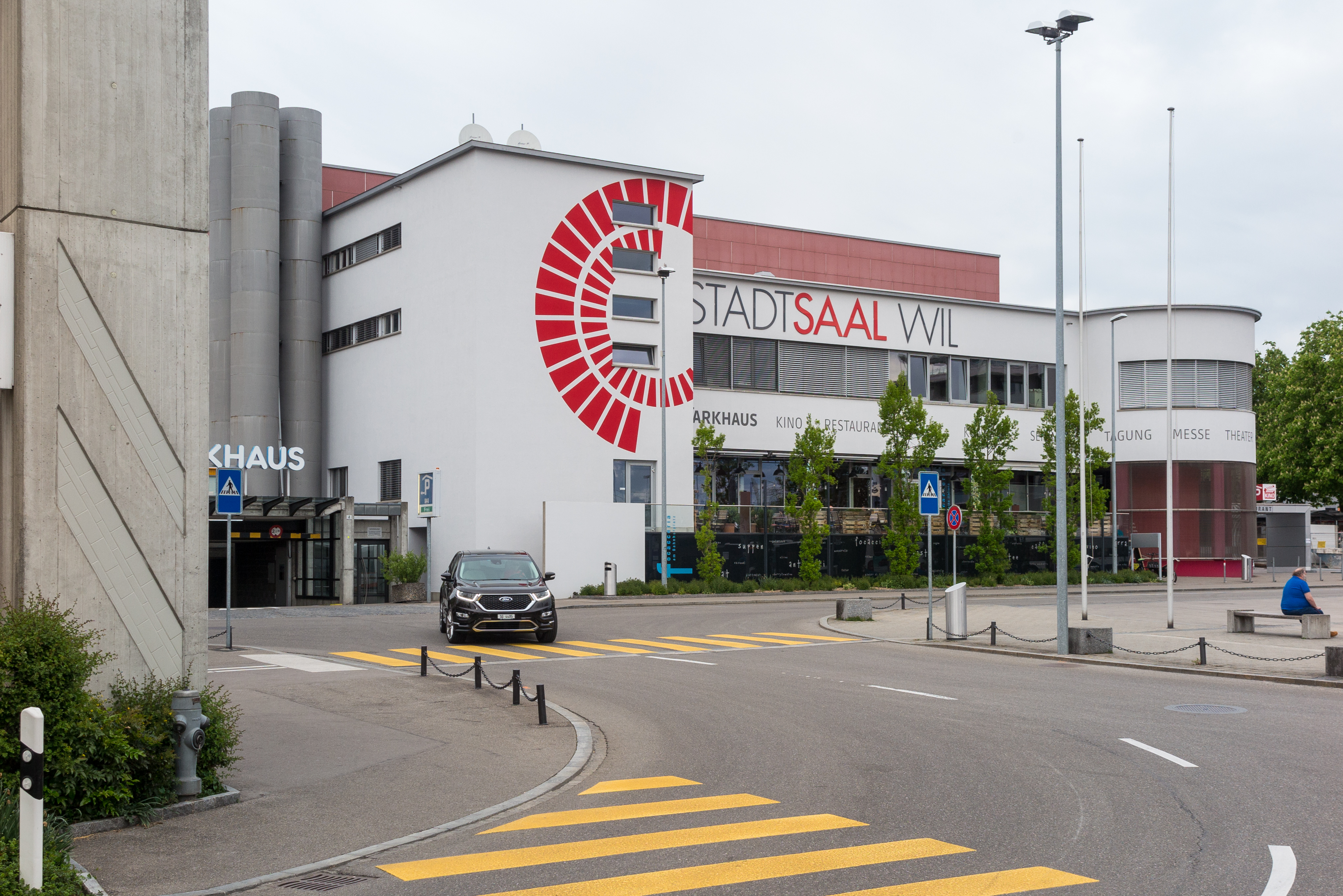
Stadtsaal Wil SG

Seit 2015 und voraussichtlich noch bis Ende 2024 ist die Migros Ostschweiz für den Betrieb des Stadtsaals in Wil SG verantwortlich. Anfang Dezember 2021 entschieden die Delegierten der Migros Ostschweiz, die Genossenschaftsmitglieder darüber abstimmen zu lassen, ob künftig alkoholische Getränke verkauft werden sollen. Die Urabstimmung fand im Juni und Juli 2022 statt. Dabei lehnten die Mitglieder den Alkoholverkauf mit 76,3 Prozent der Stimmen deutlich ab. Trotzdem betreibt die Mitico Ticino SA, eine Tochterfirma der Genossenschaft Migros Tessin, mit der Enoteca Vinarte eine Wein- und Spirituosenkette, die sich im Jahr 2025 auch in der Migros-Filiale in Buchs niedergelassen hat. Im Oktober 2023 wurde bekannt, dass in den Shoppingmalls der Migros Ostschweiz die Werbeflächen seit Mitte 2023 mit Sensoren ausgestattet sind, um die angezeigte Werbung jeweils dem Alter und Geschlecht entsprechend anpassen zu können.
Die 15 MFIT-Fitnesscenter gehören seit dem 1. Januar 2020 zur Genossenschaft Migros Zürich und treten nun unter der Marke Activ Fitness auf. 12 der insgesamt 15 Chickerias wurden per 1. April 2020 von BKTL-Gruppe übernommen, der grössten Schweizer Franchise-Nehmerin von Burger King. Sie sollen schrittweise in Filialen von Burger King und Popeyes Louisiana Kitchen umgewandelt werden. Am 31. Oktober 2020 soll die letzte Chickeria geschlossen werden. Ab Juli 2021 übernahm die Migros Ostschweiz das gesamte Catering im Kybunpark. Mit Stand Februar 2022 gab es nur noch neun Migros-Klubschulen; zwei davon sollen noch im laufenden Jahr (2022) geschlossen werden. Per 1. Juli 2022 wurde der Golfplatz von der Migros Golf AG übernommen, welche der Migros Luzern angehört. Im März 2022 wurde in Hinwil ein Bike World eröffnet. Das Migros-Restaurant in Oberwinterthur sollte Ende 2022 geschlossen werden. Das Hotel Säntispark wurde im Jahr 2022 verkauft. Das Take Away im Bahnhof St. Gallen wird 2023 wegen mangelnder Rentabilität geschlossen. 2024 wurden alle elf Melectronics-Filialen geschlossen. 6 Micasa, 13 SportX/Outdoor/Bike World, 3 Obi und rund 11 Filialen von Do it+Garden wurden 2024 und 2025 geschlossen oder verkauft.

## Umsatzentwicklung
Die tabellarische Entwicklung des ungefähren Umsatzes von 1938 und 1941 bis 2024, jeweils in Millionen Schweizer Franken (gerundete Werte). Bis 1997 Migros St. Gallen, ab 1998 Migros Ostschweiz.
| Jahr | Umsatz  | Jahr | Umsatz | Jahr | Umsatz | Jahr | Umsatz |
| ---- | ------- | ---- | ------ | ---- | ------ | ---- | ------ |
| 1938 | 6,17    | 1962 | 110    | 1984 | 935    | 2006 | 2218   |
| 1941 | 5,97    | 1963 | 129    | 1985 | 986    | 2007 | 2278   |
| 1942 | 6,04    | 1964 | 147    | 1986 | 1024   | 2008 | 2431   |
| 1943 | 6,80    | 1965 | 166    | 1987 | 1081   | 2009 | 2428   |
| 1944 | 6,59    | 1966 | 185    | 1988 | 1143   | 2010 | 2420   |
| 1945 | 6,34    | 1967 | 215    | 1989 | 1206   | 2011 | 2355   |
| 1946 | 10,39   | 1968 | 249    | 1990 | 1307   | 2012 | 2344   |
| 1947 | 12,06   | 1969 | 292    | 1991 | 1395   | 2013 | 2377   |
| 1948 | 16,25   | 1970 | 347    | 1992 | 1455   | 2014 | 2413   |
| 1949 | 19,70   | 1971 | 414    | 1993 | 1500   | 2015 | 2377   |
| 1950 | 24,79   | 1972 | 482    | 1994 | 1507   | 2016 | 2322   |
| 1951 | 27,32   | 1973 | 548    | 1995 | 1487   | 2017 | 2358   |
| 1952 | ~ 30,00 | 1974 | 632    | 1996 | 1452   | 2018 | 2409   |
| 1953 | 31,59   | 1975 | 637    | 1997 | 1443   | 2019 | 2390   |
| 1954 | ~ 36,00 | 1976 | 650    | 1998 | 2153   | 2020 | 2464   |
| 1955 | 39,98   | 1977 | 715    | 1999 | 2119   | 2021 | 2458   |
| 1956 | 47,49   | 1978 | 713    | 2000 | 2170   | 2022 | 2406   |
| 1957 | 54,45   | 1979 | 734    | 2001 | 2279   | 2023 | 2471   |
| 1958 | 58,37   | 1980 | 804    | 2002 | 2253   | 2024 | 2485   |
| 1959 | 62,81   | 1981 | 843    | 2003 | 2254   |      |        |
| 1960 | 75,22   | 1982 | 870    | 2004 | 2279   |      |        |
| 1961 | 88,68   | 1983 | 892    | 2005 |        |      |        |